# Laugardalsvöllur
Laugardalsvöllur er det islandske nationalstadion i fodbold. Det ligger i Reykjavik i Island og har en kapacitet på 9.800 siddepladser. Der er plads til yderligere 5.200 tilskuere de steder, hvor der ikke er siddepladser. Der findes også to midlertidige siddetribunder, hvor der er plads til 1.000 tilskuere hver. Stadion bruges også til atletik. Tilskuerrekorden er på 20.204 og stammer fra en kamp mod Italien i 2004, som Island vandt med 2-0.
64°08′37″N 21°52′44″V / 64.143555555556°N 21.878972222222°V